# Liste des aéroports au Canada (AB)
 (26 mai 2023).
Le contenu est difficilement compréhensible vu les erreurs de traduction, qui sont peut-être dues à l'utilisation d'un logiciel de traduction automatique.
Il s'agit d'une liste alphabétique des aéroports et des aérodromes héliport au Canada. Ils sont énumérés dans le format: 
1. Nom de l'aéroport comme indiqué dans l'un des Supplément de vol-Canada (CSA) ou par l'autorité aéroportuaire, éventuellement suivi par d'autres nom,
2. Code OACI (Organisation de l'aviation civile internationale)
3. Code Transports Canada Lieu identifiant (LID TC) : le « TC LID » est le « lieu d'identification » donné par Transports Canada, représentant le nom et le lieu d'un aéroport. C'est une aide de direction pour aider la circulation aérienne, les télécommunications et les programmes d'ordinateur.
4. Code IATA (Association internationale du transport aérien)
5. Communauté et province.

Les aéroports qui font partie du réseau national des aéroports sont en caractères gras. 
Vu sa longueur, la liste a été découpée, voir aussi : 
A - B • 
C - D •
E - G •
H - K •
L - M •
N - Q •
R - S •
T - Z

## A
| Nom de l'aéroport                                                 | OACI | TC LID | IATA | Communauté et la province                                 |
| ----------------------------------------------------------------- | ---- | ------ | ---- | --------------------------------------------------------- |
| Aéroport international d'Abbotsford                               | CYXX |        | YXX  | Abbotsford, Colombie-Britannique                          |
| Héliport Abbotsford (Regional Hospital & Cancer Centre)           | CAB5 |        |      | Abbotsford, Colombie-Britannique                          |
| Héliport Abbotsford (Sumas Mountain)                              |      | CSM7   |      | Abbotsford, Colombie-Britannique                          |
| Héliport Abbotsford (Teck)                                        |      | CTK8   |      | Abbotsford, Colombie-Britannique                          |
| Héliport Almonte (Gen Hosp)                                       |      | CAL5   |      | Almonte, Ontario                                          |
| Aguanish hydroaérodromes                                          |      | CTQ3   |      | Aguanish, Québec                                          |
| Airdrie Aeroport (Calgary / Aéroport Airdrie)                     |      | CEF4   |      | Airdrie, Alberta                                          |
| Ajax (Pickering General Hospital) Héliport                        |      | CPE2   |      | Ajax, Ontario                                             |
| Aklavik / Freddie Carmichael Aeroport                             | CYKD |        | LAK  | Aklavik, Territoires du Nord-Ouest                        |
| Aklavik hydroaérodromes                                           |      | CER6   |      | Aklavik, Territoires du Nord-Ouest                        |
| Akulivik Aeroport                                                 | CYKO |        | ACP  | Akulivik, Québec                                          |
| Aldergrove Heliport                                               |      | CHK2   |      | Aldergrove, Colombie-Britannique                          |
| Aéroport d'Alerte                                                 | CYLT |        | YLT  | Alerte, Nunavut                                           |
| Alert Bay Aeroport                                                | CYAL |        | YAL  | Alert Bay, Colombie-Britannique                           |
| Alert Bay hydroaérodromes                                         |      | CBC3   |      | Alert Bay, Colombie-Britannique                           |
| Alexandrie aérodrome                                              |      | CNS4   |      | Alexandria, Ontario                                       |
| Algoma Mills hydroaérodromes                                      |      | CPN6   |      | Algoma Mills, Ontario                                     |
| Alice Arm / Silver City hydroaérodromes                           |      | CAC3   |      | bras Alice, Colombie-Britannique                          |
| Alliford Bay hydroaérodromes                                      |      | CBE7   |      | Alliford Bay, Colombie-Britannique                        |
| Alliston (Stevenson Memorial Hospital) Héliport                   |      | CPZ2   |      | Alliston, Ontario                                         |
| Alliston Aéroport                                                 |      | CNY4   |      | Alliston, Ontario                                         |
| Alliston Heliport                                                 |      | CPJ2   |      | Alliston, Ontario                                         |
| Alma (rivière La Grande Décharge) hydroaérodromes                 |      | CGD2   |      | Alma, Québec                                              |
| Alma Aeroport                                                     | CYTF |        | YTF  | Alma, Québec                                              |
| Altona aéroport municipal de                                      |      | CLJ6   |      | Altona, Manitoba                                          |
| Amherst Heliport                                                  |      | CCB3   |      | Amherst, Nouvelle-Écosse                                  |
| Amos (Lac FIGUERY) hydroaérodromes                                |      | CSC6   |      | Amos, Québec                                              |
| Amos / Magny Aeroport                                             | CYEY |        | YEY  | Amos, Québec                                              |
| Anahim Lake Aéroport                                              |      | CAJ4   | YAA  | Anahim Lake, Colombie-Britannique                         |
| Andrew Aéroport                                                   |      | CEJ2   |      | Andrew, Alberta                                           |
| Pêche lac / Wapekeka Aéroport                                     |      | CKB6   | Yax  | Wapekeka, Ontario                                         |
| Antigonish (St. Martha's Regional Hospital) Héliport              |      | CDY5   |      | Antigonish, Nouvelle-Écosse                               |
| Apache / Hamburg Airport                                          |      | CFM5   |      | Hambourg (dans les champs de pétrole), Alberta            |
| Apple River Aéroport                                              |      | CCA7   |      | Apple River, Nouvelle-Écosse                              |
| Arborfield Aéroport                                               |      | CJM6   |      | Arborfield, Saskatchewan                                  |
| Arborg Aéroport                                                   |      | CJU6   |      | Arborg, Manitoba                                          |
| Arcola Aéroport                                                   |      | CJA7   |      | Arcola, Saskatchewan                                      |
| Arctic Bay Airport                                                |      | CJX7   | JX7  | Arctic Bay, Nunavut                                       |
| Aéroport Arctic Bay (CYAB)                                        |      | CYAB   |      | Arctic Bay, Nunavut                                       |
| Arctic Red River hydroaérodromes                                  |      | CES6   |      | Tsiigehtchic, Territoires du Nord-Ouest                   |
| Arichat (Sainte-Anne Dames auxiliaires de l'Hôpital) Héliport     |      | CDT3   |      | Arichat, Nouvelle-Écosse                                  |
| Armstrong Aeroport                                                | CYYW |        | YYW  | Armstrong, Ontario                                        |
| Armstrong Heliport                                                |      | CPE9   |      | Armstrong, Ontario                                        |
| Armstrong hydroaérodromes                                         |      | CJF6   |      | Armstrong, Ontario                                        |
| Armstrong / Waweig Lake hydroaérodromes                           |      | CKN6   |      | Armstrong, Ontario                                        |
| Arnprior hydroaérodromes                                          |      | CNB5   |      | Arnprior, Ontario                                         |
| Arnprior / Renfrew Sud aéroport municipal (Arnprior Aéroport)     |      | CNP3   |      | Arnprior, Ontario                                         |
| Arnstein Aéroport                                                 |      | CNR9   |      | Port Loring, Ontario                                      |
| Aérodrome Arthur (Metz Field)                                     |      | CMZ2   |      | Arthur, Ontario                                           |
| Aérodrome Arthur (Arthur South)                                   |      | CAR5   |      | Arthur, Ontario                                           |
| Aérodrome Arthur (Peskett Field)                                  |      | CPK9   |      | Arthur, Ontario                                           |
| Arthur (Walter's Field) aérodrome                                 |      | CPC3   |      | Arthur, Ontario                                           |
| Arviat Airport                                                    | CYEK |        | YEK  | Arviat, Nunavut                                           |
| Hydroaérodrome Arviat                                             |      | CRV8   |      | Arviat, Nunavut                                           |
| Ashern Aéroport                                                   |      | CJE7   |      | Ashern, Manitoba                                          |
| Assiniboia Aéroport                                               |      | CJN4   |      | Assiniboia, Saskatchewan                                  |
| Athabasca Aeroport                                                | CYWM |        |      | Athabasca, Alberta                                        |
| Atikokan (General Hospital) Héliport                              |      | CKF3   |      | Atikokan, Ontario                                         |
| Atikokan l'aéroport municipal                                     | CYIB |        | YIB  | Atikokan, Ontario                                         |
| Atikokan hydroaérodromes                                          |      | CJH6   |      | Atikokan, Ontario                                         |
| Atlin Aeroport                                                    | CYSQ |        |      | Atlin, Colombie-Britannique                               |
| Atlin hydroaérodromes                                             |      | CAD6   |      | Atlin, Colombie-Britannique                               |
| Aéroport d'Attawapiskat                                           | CYAT |        | YAT  | Attawapiskat, Ontario                                     |
| Atwood Aéroport                                                   |      | CNN4   |      | Atwood, Ontario                                           |
| Atwood / Coghlin Aéroport                                         |      | CAT1   |      | Atwood, Ontario                                           |
| Aupaluk Aeroport                                                  | CYLA |        | YPJ  | Aupaluk, Québec                                           |
| Avey terrain Aéroport État (Avey terrain État / Laurier Aéroport) |      | 69S    |      | Laurier, Washington, Christina Lake, Colombie-Britannique |
| Avey terrain Aéroport État (Avey terrain État / Laurier Aéroport) |      | 69S    |      | Laurier, Washington, Christina Lake, Colombie-Britannique |
| Aérodrome Axe Lake                                                |      | CAX2   |      | Axe Lake, Saskatchewan                                    |
| Terrain d'aviation Ayr/Sargeant Private                           |      | CAY5   |      | Ayr, Ontario                                              |

## B
| Nom de l'aéroport                                                               | OACI | TC LID | IATA | Communauté et la province                             |
| ------------------------------------------------------------------------------- | ---- | ------ | ---- | ----------------------------------------------------- |
| Baddeck (Crown Jewel) Aéroport                                                  |      | CDW2   |      | Baddeck, Nouvelle-Écosse                              |
| Aéroport de Bagotville (BFC Bagotville)                                         | CYBG |        | YBG  | Bagotville, Québec                                    |
| Baie-Comeau (Manic 1) Aéroport                                                  |      | CSL9   |      | Baie-Comeau, Québec                                   |
| Aéroport de Baie-Comeau                                                         | CYBC |        | YBC  | Baie-Comeau, Québec                                   |
| Baie-Comeau hydroaérodromes                                                     |      | CSD6   |      | Baie-Comeau, Québec                                   |
| Baie-Comeau/Héli-Manicouagan Heliport                                           |      | CSN9   |      | Baie-Comeau, Québec                                   |
| Baie-Saint-Paul Heliport                                                        |      | CTD4   |      | Baie-St-Paul, Québec                                  |
| Aéroport de Baker Lake                                                          | CYBK |        | YBK  | Baker Lake, Nunavut                                   |
| Baker Lake hydroaérodromes                                                      |      | CJK6   |      | Baker Lake, Nunavut                                   |
| Bala / Gibson Lake hydroaérodromes                                              |      | CGL3   |      | Bala, Ontario                                         |
| Baldwin Aéroport                                                                |      | CPB9   |      | Baldwin, Ontario                                      |
| Aérodrome Baldwin West                                                          | CBW8 |        |      | Baldwin West, Ontario                                 |
| Bamfield hydroaérodromes                                                        |      | CAE9   |      | Bamfield, Colombie-Britannique                        |
| Bancroft (Nord Hôpital de district de Hastings) Héliport                        |      | CPB7   |      | Bancroft, Ontario                                     |
| Bancroft Aéroport                                                               |      | CNW3   |      | Bancroft, Ontario                                     |
| Banff (Parc composés) Héliport                                                  |      | CBP2   |      | Banff, Alberta                                        |
| Banff aéroport                                                                  | CYBA |        |      | Banff, Alberta                                        |
| Banff Mineral Springs (centre) Héliport                                         |      | CBM7   |      | Banff, Alberta                                        |
| Bar River Aéroport                                                              |      | CPF2   |      | Bar River, Ontario                                    |
| Boire l'eau de la rivière aérodrome                                             |      | CNE5   |      | Bar River, Ontario                                    |
| Barkerville Aéroport                                                            |      | CAS3   |      | Barkerville, Colombie-Britannique                     |
| Barrage Gouin hydroaérodromes                                                   |      | CTP3   |      | Barrage Gouin Lodge, Québec                           |
| Barrhead (Centre de soins de santé) Héliport                                    |      | CHC3   |      | Barrhead, Alberta                                     |
| Barrhead Aéroport                                                               |      | CEP3   |      | Barrhead, Alberta                                     |
| Barrie (Royal Victoria Hospital) Héliport                                       |      | CRV2   |      | Barrie, Ontario                                       |
| Barrie / Little Lake hydroaérodromes                                            |      | CPT5   |      | Barrie, Ontario                                       |
| Aéroport Barrie-Orillia/Lac Simcoe régional                                     |      | CNB9   |      | Barrie, Ontario                                       |
| Barry's Bay (St. Francis Memorial Hospital) Héliport                            |      | CPV6   |      | Barry's Bay, Ontario                                  |
| Barry's Bay / Madawaska Valley Airpark (Madawaska Valley Airpark)               |      | CNZ4   |      | Barry's Bay, Ontario                                  |
| Bashaw Aéroport                                                                 |      | CFK2   |      | Bashaw, Alberta                                       |
| Bassano (Centre de santé) Héliport                                              |      | CBL4   |      | Bassano, Alberta                                      |
| Bassano Aéroport                                                                |      | CEN2   |      | Bassano, Alberta                                      |
| Batchawana hydroaérodromes                                                      |      | CNF5   |      | Batchawana, Ontario                                   |
| aéroport de Bathurst                                                            | CZBF |        | ZBF  | Bathurst, Nouveau-Brunswick                           |
| Bawlf (Blackwells) Aéroport                                                     |      | CFR2   |      | Bawlf, Alberta                                        |
| Beamsville / Panterra Heliport                                                  |      | CBE3   |      | Beamsville, Ontario                                   |
| Beardmore (Centre de santé) Héliport                                            |      | CPY3   |      | Beardmore, Ontario                                    |
| Aéroport de Bearskin Lake                                                       |      | CNE3   | XBE  | Bearskin Lake, Ontario                                |
| Village aéronautique Beausejour/AV-Ranch                                        |      | CAV6   |      | Beausejour, Manitoba                                  |
| Beauval Aéroport                                                                |      | CJK3   |      | Beauval, Saskatchewan                                 |
| Beaver Creek Aeroport                                                           | CYXQ |        | YXQ  | Beaver Creek, Yukon                                   |
| Beaverley Aéroport                                                              |      | CBA8   |      | Beaverley, Colombie-Britannique                       |
| Aérodrome Beaverlodge/Clanaechan                                                |      | CLN4   |      | Beaverlodge, Alberta                                  |
| Beaverlodge Aéroport                                                            |      | CEU2   |      | Beaverlodge, Alberta                                  |
| Beaverton aérodrome                                                             |      | CBV2   |      | Beaverton, Ontario                                    |
| Aérodrome Beaverton North                                                       |      | CBN7   |      | Beaverton, Ontario                                    |
| Bécancour Heliport                                                              |      | CSV3   |      | Bécancour, Québec                                     |
| Héliport Beddis Beach                                                           |      | CBB4   |      | Beddis Beach, Strait of Georgia, Colombie-Britannique |
| Bedwell Harbour hydroaérodromes                                                 |      | CAB3   |      | Bedwell Harbour, Colombie-Britannique                 |
| Beiseker Aéroport                                                               |      | CFV2   |      | Beiseker, Alberta                                     |
| Bell Island Airport                                                             |      | CCV4   |      | Bell Island, Terre-Neuve-et-Labrador                  |
| Bella Bella (île Campbell) Aéroport                                             |      | CBBC   |      | Bella Bella, Colombie-Britannique                     |
| Bella Bella (Denny Island) Aéroport                                             | CYJQ |        | ZEL  | Bella Bella, Colombie-Britannique                     |
| Bella Bella / Shearwater hydroaérodromes                                        |      | CAW8   | YSX  | Shearwater, Colombie-Britannique                      |
| Bella Bella / Waglisla hydroaérodromes                                          |      | CAR9   |      | Waglisla, Colombie-Britannique                        |
| Bella Coola Aeroport                                                            | CYBD |        | YBD  | Bella Coola, Colombie-Britannique                     |
| Belleville Aéroport                                                             |      | CNU4   |      | Belleville, Ontario                                   |
| Héliport Belleville (QHC)                                                       |      | CBV5   |      | Belleville, Ontario                                   |
| Aérodrome Belwood (Baird Field)                                                 |      | CBF2   |      | Belwood, Ontario                                      |
| Aérodrome Belwood (Ellen Field)                                                 |      | CEF2   |      | Belwood, Ontario                                      |
| Aérodrome Belwood (Wright Field)                                                |      | CBW6   |      | Belwood, Ontario                                      |
| Benalto / Hillman 's Farm aérodrome                                             |      | CBH7   |      | Benalto, Alberta                                      |
| Berens River Aeroport                                                           | CYBV |        | YBV  | Berens River, Manitoba                                |
| Big Bay hydroaérodromes                                                         |      | CAF6   |      | Grand Bay, Colombie-Britannique                       |
| Big Bend Aeroport (aéroport d'Innisfail)                                        |      | CEM4   |      | Innisfail, Alberta                                    |
| Big Hook Wilderness Camp hydroaérodromes                                        |      | CJS6   |      | Big Hook Wilderness Camp, Ontario                     |
| Big River Aéroport                                                              |      | CKX8   |      | Big River, Saskatchewan                               |
| Big Sand Lake Aéroport                                                          |      | CJQ9   |      | Big Sand Lake, Manitoba                               |
| Big Trout Lake Aeroport                                                         | CYTL |        | YTL  | Big Trout Lake, Ontario                               |
| Biggar Aéroport                                                                 |      | CJF8   |      | Biggar, Saskatchewan                                  |
| Billy Bishop aéroport régional (Owen Sound / Billy Bishop aéroport régional de) | CYOS |        | Yos  | Owen Sound, Ontario                                   |
| Birch Hills Aéroport                                                            |      | CJD3   |      | Birch Hills, Saskatchewan                             |
| Birch Mountain Aéroport                                                         |      | CFM2   |      | Birch Mountain, Alberta                               |
| Bird River (Lac Du Bonnet) Aéroport                                             |      | CJP7   |      | Lac-du-Bonnet, Manitoba                               |
| L'eau de la rivière Bird aérodrome                                              |      | CJX6   |      | Lac-du-Bonnet, Manitoba                               |
| Bissett hydroaérodromes                                                         |      | CJY6   |      | Bissett, Manitoba                                     |
| Aéroport Bistcho                                                                |      | CPB8   |      | Paramount Bistcho, Alberta                            |
| Black Diamond (l'Hôpital général de gisements de pétrole) Héliport              |      | CFL3   |      | Black Diamond, Alberta                                |
| Black Diamond / Cu Nim Aéroport                                                 |      | CEH2   |      | Black Diamond, Alberta                                |
| Aéroport Black Diamond/Flying R Ranch                                           | CBD8 |        |      | Black Diamond, Alberta                                |
| Black Lake hydroaérodromes                                                      |      | CJZ6   |      | Camp Ombre, Saskatchewan                              |
| Black Tickle Aéroport                                                           |      | CCE4   | YBI  | Black Tickle, Terre-Neuve-et-Labrador                 |
| Blackie / Wilderman Farm Aéroport                                               |      | CFT2   |      | Blackie, Alberta                                      |
| Blairmore (Crowsnest Pass Hospital) Héliport                                    |      | CBS9   |      | Blairmore, Alberta                                    |
| Blairmore (foresterie) Héliport                                                 |      | CEK4   |      | Blairmore, Alberta                                    |
| Blind Channel hydroaérodromes                                                   |      | CAG6   |      | Blind chaîne, Colombie-Britannique                    |
| Rivière Bloodvein Aeroport                                                      | CZTA |        | YDT  | Bloodvein River, Manitoba                             |
| L'aéroport de Blue River                                                        | CYCP |        | YCP  | Blue River, Colombie-Britannique                      |
| Bob Quinn Lake Aéroport                                                         |      | CBW4   | YBO  | Bob Quinn Lake, Colombie-Britannique                  |
| Bolton Heliport                                                                 |      | CNB2   |      | Bolton, Ontario                                       |
| Bonaventure Aeroport                                                            | CYVB |        | YVB  | Bonaventure, Québec                                   |
| Aéroport Bonnyville                                                             |      | CYBF   |      | Bonnyville, Alberta                                   |
| Héliport Bonnyville Health Centre                                               |      | CBN2   |      | Bonnyville, Alberta                                   |
| Héliport Borden                                                                 |      | CYBN   | YBN  | Borden, Ontario                                       |
| Aéroport Boston Brook                                                           |      | CCJ3   |      | Boston Brook, Nouveau-Brunswick                       |
| Bow Island Airport                                                              |      | CEF3   |      | Bow Island, Alberta                                   |
| Bowmanville (Memorial Hospital) Héliport                                        |      | CPL7   |      | Bowmanville, Ontario                                  |
| Boyle (Centre de soins de santé) Héliport                                       |      | CHJ4   |      | Boyle, Alberta                                        |
| Boyle Aéroport                                                                  |      | CFM7   |      | Boyle, Alberta                                        |
| Bracebridge (South Muskoka Memorial Hospital) Héliport                          |      | CPL2   |      | Bracebridge, Ontario                                  |
| Bradford aérodrome (Brantford aéroport municipal de)                            |      | CPM7   |      | Bradford, Ontario                                     |
| Braeburn Aeroport (Cinnamon Bun Piste d'atterrissage)                           |      | CEK2   |      | Braeburn Lodge, Yukon                                 |
| Brampton (National "D") Héliport                                                |      | CPC4   |      | Brampton, Ontario                                     |
| Brampton aéroport                                                               |      | CNC3   |      | Brampton, Ontario                                     |
| Brandon Aeroport (aéroport municipal de Brandon, l'Université McGill Champ)     | CYBR |        | YBR  | Brandon, Manitoba                                     |
| Brant (Dixon agricole) Aéroport                                                 |      | CEX9   |      | Brant, Alberta                                        |
| Aéroport de Brantford                                                           | CYFD |        | YFD  | Brantford, Ontario                                    |
| Bridgewater (South Shore Regional Hospital) Héliport                            |      | CDT6   |      | Bridgewater, Nouvelle-Écosse                          |
| Bridgewater / Dayspring Airpark                                                 |      | CDY6   |      | Bridgewater, Nouvelle-Écosse                          |
| Briercrest South Airport                                                        |      | CBS7   |      | Briercrest, Saskatchewan                              |
| L'aéroport de Bristol (Nouveau-Brunswick)                                       |      | CDA6   |      | Florenceville-Bristol, Nouveau-Brunswick              |
| Brochet Aeroport                                                                | CYBT |        | YBT  | Brochet, Manitoba                                     |
| Héliport Brockville (médical)                                                   |      | CPH8   |      | Brockville, Ontario                                   |
| Aéroport Brockville regional Tackaberry (Aéroport municipal de Brockville)      |      | CNL3   | XBR  | Brockville, Ontario                                   |
| Brockway (en)                                                                   |      | CCX3   |      | Brockway, Nouveau-Brunswick                           |
| Aéroport Roland-Désourdy                                                        | CZBM |        | ZBM  | Bromont, Québec                                       |
| Brooks (General Hospital) Héliport                                              |      | CFV8   |      | Brooks, Alberta                                       |
| Aéroport Brooks Regional                                                        | CYBP |        |      | Brooks, Alberta                                       |
| Bruxelles (Armstrong terrain) Aéroport                                          |      | CPD4   |      | Bruxelles, Ontario                                    |
| Buctouche Aéroport                                                              |      | CDT5   |      | Bouctouche, Nouveau-Brunswick                         |
| Aéroport de Buffalo Narrows                                                     | CYVT |        | YVT  | Buffalo Narrows, Saskatchewan                         |
| Héliport Buffalo Narrows (Fire Centre)                                          |      | CJJ5   |      | Buffalo Narrows, Saskatchewan                         |
| Buffalo Narrows hydroaérodromes                                                 |      | CJB7   |      | Buffalo Narrows, Saskatchewan                         |
| Burditt Lake hydroaérodromes                                                    |      | CJC7   |      | Burditt Lake, Ontario                                 |
| Burgeo (Calder Health Care Corp) Héliport                                       |      | CBC9   |      | Burgeo, Terre-Neuve-et-Labrador                       |
| Burlington Airpark                                                              | CZBA |        |      | Burlington, Ontario                                   |
| Burns Lake Aeroport                                                             | CYPZ |        | YPZ  | Bums Lake, Colombie-Britannique                       |
| Burwash Airport                                                                 | CYDB |        | YDB  | Burwash Landing, Yukon                                |
| l'aéroport municipal Buttonville (Toronto / Buttonville Municipal Airport)      | CYKZ |        | YKZ  | Buttonville, Ontario                                  |